# Марта Ґолден
Марта Ґолден (англ. Marta Golden; 28 листопада 1868, Пенсільванія — 15 липня 1943, Лос-Анджелес) — американська акторка театру та кіно.
Ліліан Марта Ґолден (англ. Lillian Marta Golden) народилась у штаті Пенсильванія, дебютувала у кіно у 1915 році в фільмі Чарлі Чапліна «Робота». Вона з'являється приблизно в сімох кінофільмах, часто в комедіях, режисером і виконавцем головних ролей в яких був Чарлі Чаплін. Її остання поява в кінофільмі відбулася у 1928 році в драмі режисера Едвіна Керве «Помста», в якій знялася Долорес дель Ріо.
Марта Ґолден померла у Лос-Анджелесі, Каліфорнія, у 1943 році.

## Вибрана фільмографія
- 1915 — Робота / Work — дружина
- 1915 — Жінка / A Woman —  мати
- 1917 — Шукач пригод / The Adventurer — мати